# Industrielle Demokratie
Der Begriff Industrielle Demokratie ist eine Lehnübersetzung von Industrial Democracy und bezeichnet die Beteiligung der Arbeitnehmer und ihrer Repräsentanten (Betriebsrat, Gewerkschaft) in der Wirtschaft und Arbeitswelt durch Institutionen der Mitbestimmung und Selbstverwaltung. 
Obwohl im fachlichen Diskurs etabliert, wird der Begriff im allgemeinen Sprachgebrauch ebenso wie sein deutsches Äquivalent Wirtschaftsdemokratie eher selten verwendet. Gebräuchlicher ist der Begriff soziale Demokratie, der aber noch unbestimmter ist und Konnotationen zur Sozialdemokratie hervorruft.
Der deutsche Marxist Karl Korsch hat nach einem längeren Aufenthalt bei den Fabiern in London (1912/13) den auf Sidney und Beatrice Webb zurückgehenden Begriff Industrial Democracy erstmals ins Deutsche übersetzt. In seiner Schrift „Arbeitsrecht für Betriebsräte“ (1922) verwandte er nicht nur den Terminus „Industrielle Demokratie“, sondern erweiterte auch seinen Inhalt. Während die Fabier vorwiegend an Selbstverwaltung/Mitbestimmung/Partizipation der Arbeitenden im Betrieb und Unternehmen dachten, schloss Korsch auch die überbetriebliche Ebene z. B. in Form von Wirtschafts- und Sozialräten auf sektoraler und gesamtwirtschaftlicher Ebene mit ein. Das Gründungsprogramm des Deutschen Gewerkschaftsbundes von 1949 wies dieser Ebene die vorrangige Bedeutung für eine demokratische Wirtschaftsordnung zu. 
Verschiedene Sozialforscher (z. B. Fritz Vilmar, Erich Gerlach, Walther Müller-Jentsch) haben den Begriff übernommen und verwenden ihn als Sammelbegriff zur Beschreibung von Demokratisierungstendenzen und -bestrebungen in der Arbeitswelt und Wirtschaft, die von Formen der direkten Partizipation (Gruppenarbeit, Qualitätszirkel, Projektteams) über betriebliche und Unternehmensmitbestimmung bis zu Kollektiv(Tarif-)verhandlungen sowie branchen- und gesamtwirtschaftlichen Entscheidungs- und Steuerungsgremien reichen können.
Im Gegensatz zum Begriff Wirtschaftsdemokratie, der stärker auf die überbetriebliche, sektorale und gesamtwirtschaftliche Mitbestimmung fokussiert, werden mit Industrieller Demokratie die Mitbestimmungsrechte und -institutionen auf betrieblicher Ebene und am Arbeitsplatz gleichermaßen erfasst.   

## Belege
1. ↑  Karl Korsch: Arbeitsrecht für Betriebsräte, 1922, § 3 „Industrielle Demokratie“.